# وينفريد هورنلي
أغنس وينفريد هورنلي أو تاكر قبل الزواج (6 ديسمبر 1885 - 17 مارس 1960) هي عالمة إنسان جنوب أفريقيّة، تُعرف بلقب «أم علم الإنسان الاجتماعي في جنوب أفريقيا» على نطاق واسع. تُعرف هورنلي بنشاطها الاجتماعي واستنكارها الثابت لنظام الأبارتيد القائم على تفوّق البيض، فضلًا عن أعمالها العلمية أيضًا. وُلدت هورنلي في مستعمرة كيب عام 1885، وانتقلت مع عائلتها إلى جوهانسبرغ عندما كانت طفلةً رضيعةً، فدرست هناك حتى المرحلة الثانوية. أنهت مرحلة البكالوريوس عام 1906 في الكلية الجنوبية الأفريقية، وأكملت دراستها خارج البلاد في كلية نيونهام التابعة لجامعة كامبريدج، وجامعة لايبتزغ وجامعة بون ومعهد السوربون التابع لجامعة باريس. عادت هورنلي إلى جنوب أفريقيا في عام 1912، وباشرت أبحاث علم الإنسان على شعب الخويخوئيّين حتى تزوجت سنة 1914.
استقرّت مع زوجها في بوسطن منذ عام 1914 حتى 1920، لكنها عادت إلى جنوب أفريقيا لإكمال بحثها. عملت هورنلي إلى جانب ألفريد رادكليف براون، وقادت جهودهما المشتركة إلى تأسيس علم الإنسان الاجتماعي وجعله تخصصًا دراسيًا أكاديميًا. باشرت هورنلي مسيرتها الأكاديمية، وأسست عام 1926 مكتبةً ومتحفًا لعلم الأعراق البشرية بهدف تسهيل عملية تعلّم طلابها. طرحت أيضًا نماذجًا تعليمية مبتكرة، وشجّعت طلابها على تقييم التغيير الاجتماعي ودور المرأة في المجتمع. تقاعدت هورنلي من مهنة التعليم في عام 1937، وقضت السنوات اللاحقة من حياتها في التركيز على الإصلاحات الاجتماعية. ساعدت دراسات هورنلي في علم الإنسان، وسنوات تعليمها أيضَا، على الإلمام بالرؤية الكونية، ودفعتها إلى مناهضة سياسات الأبارتيد الانفصالية. طرحت هورنلي في التقارير التي رفعتها إلى الحكومة نقاشًا قالت فيه أن جميع الثقافات التي كانت جزءًا من مجتمع جنوب أفريقيا الفردي الأكبر تحمل قيمةً حقيقية، ولا وجود لعرقٍ متفوّقٍ على آخر. أيّدت حماية المبادئ الأساسية مثل تساوي الفرص بصرف النظر عن العرق واللون، ودعم حرية الفكر والتعبير وسيادة القانون لكافة الأفارقة.
كُرّمت هورنلي إبان حياتها بالعديد من الجوائز لقاء عملها الأكاديمي وبرامج الإصلاح الاجتماعي. حصلت على درجة دكتوراه فخريّة في الحقوق عام 1945 اعترافًا بالجانبين العلمي والاجتماعي من مسيرتها. تُذكر هورنلي بتدريبها معظم علماء الإنسان الرائدين في جنوب أفريقيا من ذلك العصر، ووضعها أسس تطوير علم الإنسان الاجتماعي في جنوب أفريقيا.

## حياتها المبكرة
وُلدت أغنس وينفريد تاكر في 6 ديسمبر في بلدة كيمبرلي ضمن مستعمرة كيب التابعة حينها للإمبراطورية البريطانية. والدتها سارة أغنس (بوتوملي قبل الزواج) ووالدها وليام كيدجر تاكر. هي الابنة الثانية لعائلة مؤلفة من 8 أطفال. نقل الوالد عائلته إلى جوهانسبرغ بعد ولادة وينفريد بفترة قصيرة، مأخوذًا بحمى الذهب المُكتشف في ويتواترسراند، فعمل الوالد ماسحًا وعامل مناجم. أصبح الأب لاحقًا عمدة جوهانسبرغ، وعضوًا عن مقاطعة ترانسفال في مجلس شيوخ جنوب أفريقيا. كانت وينفري تاكر طفلة كثيرة المرض، فعانت من الخناق والحصبة وذات الرئة، وكانت عرضة لالتهاب القصبات طَوال حياتها. كان والدها مدافعًا عن حقّ المرأة في التعلّم، فزوّدها بالكتب للقراءة عندما كانت حبيسة المنزل.

## تعليمها
درست تاكر في مدرسة فاني باكلاند، لكنها أُجليت مع عائلتها إلى مدينة إيست لندن عند اندلاع حرب البوير الثانية. درست في ثانوية ويسليان للإناث في غراهامستاون بعد عودة العائلة إلى جنوب أفريقيا عام 1900، وحصلت على القبول الجامعي في عام 1902. أرادت وينفريد أن تصبح معلّمة، فالتحقت في العام التالي بالكلية الجنوبية الأفريقية في كيب تاون (جامعة كيب تاون لاحقًا) بتشجيعٍ من والدها، ودرست هناك الأدب الكلاسيكي والفرنسية والفلسفة. كانت وينفري «طالبة متفوقة»، وحازت على جوائز في الإنجليزية والفلسفة، وأصبحت المرأة الأولى والوحيدة التي تعمل في مجلس الطلبة عام 1906. تأثرت قدرتها على الكتابة بحالة مرضية في العصب الشوكي، فكُتبت أعمالها بمساعدة ناسخٍ، ومُنحت وقتًا إضافية للكتابة أثناء امتحانات درجة البكالوريوس، فاجتازت المرحلة الجامعية بدرجة فخرية.
تأثرت تاكر بأستاذ الفلسفة الجامعي الذي درّسها توماس لوفدي، فقرّرت إكمال دراستها في جامعة كامبريدج. التقت راينولد فريدريك ألفريد هورنلي قبل مغادرة جنوب أفريقيا، وهو الذي عُيّن أستاذًا جامعيًا في الفلسفة ضمن الكلية الجنوبية الأفريقية عام 1908. استلمت تاكر منحة بورتر التي وفّرت لها 150 جنيهًا إسترلينيًا سنويًا لمدة ثلاث سنوات، فالتحقت بكلية نيونهام عام 1908. درست علم الإنسان والفلسفة تحت إشراف ألفريد كورت هدون ودبليو. إتش. آر. ريفرز، وتابعت محاضرات جيمس جورج فريزر وألفريد رادكليف براون، وعملت في مختبر تشارلز صامويل مايرز. لم تتح جامعة كامبريدج شهادة دبلوم في علم الإنسان حينها، فلم تخضع تاكر للامتحانات عندما أنهت دراستها عام 1910. انتقلت بعدها إلى جامعة لايبتزغ عام 1911، ودرست تحت إشراف فيلهلم فونت، ثم درست برفقة العالم النفسي البنيوي أوسفالد كولبه -وتلميذ فونت حينها- في جامعة بون. أكملت تاكر تعليمها في باريس عام 1912، فدرست في كلية سوربون تحت إشراف إميل دوركايم، مؤسس التخصص الأكاديمي المعروف بعلم الاجتماع.

## مسيرتها

### العمل الميداني والحياة المنزلية (1912-1922)
طلبت تاكر، بعد عودتها إلى جنوب أفريقيا عام 1912، أن تأخذ كرسيّ «ألفريد» هورنلي الجامعي وتحلّ محلّه في منصب أستاذ الفلسفة ضمن الكلية الجنوب أفريقية. انتقل هورنلي إلى جامعة درم سابقًا، لكن اللجنة طلبت من ألفريد أن يشرح لتاكر سبب رفض طلبها، وهو جنسها الذي تراه الجامعة غير ملائم. أعاد الزميلان إحياء علاقتهما وأصبحا يراسلان بعضهما. حصلت تاكر على منحة كرول من الكلية بعدما رفضت عرضًا قدّمته لجنة الاختيار يكسبها منصب محاضرٍ غير مأجور، وأتاحت المنحة إمكانية إجراء الأبحاث على شعب الخويخوئيّين. أجرت تاكر بعثتين علميتين، الأولى إلى صحراء ريشترسفيلد والثانية إلى برسيبا بين عامي 1912 و1913، وسجّلت ملاحظاتها عن شعبَي ناما وبوشمن على امتداد نهري أورانج وكوسيب. واجهت تاكر صعوبات كثيرة أثناء السفر من مكانٍ إلى آخر ضمن عربة يجرها الحصان، ووجدت صعوبة أكبر في الحصول على الإذن لقياس أطوال أطراف الأفراد الخاضعين للبحث، أو اختبار مدى إدراكهم اللوني، أو تجميع معلومات ثقافية عامة. افترضت تاكر أن عملها سيستغرق ثلاث سنوات، لكنها قبلت عرض زواجٍ من ألفريد في سنة 1913، فسلّمت المنحة وانضمت إلى زوجها في إنجلترا عام 1914.
تزوّجا في أوكسفورد، وانتقلا إلى بوسطن ماساتشوستس في أبريل عام 1914، حيث استلم ألفريد منصب أستاذ جامعي في الفلسفة وكرسيًا في جامعة هارفارد. أنجب الزوجان طفلهما الوحيد، ألوين، في عام 1915، وقضت هورنلي معظم وقتها في الولايات المتحدة منشغلة بالأعمال المنزلية، مع أنها ساهمت بمقالة «طقوس انتقال وإخصاب معينة بين الخويخوئيين» لصالح دورية دراسات هارفارد الأفريقية. أعاد عملها، في عام 1918، سابقةً من حيث تطبيق نموذج فان شينب عن طقوس العبور على البيانات الإثنوغرافية في أفريقيا الجنوبية. سبّبت فصول الشتاء الباردة في بوسطن تكرار مشكلات التهاب القصبات، فعادت هورنلي في أكتوبر عام 1920 إلى جوهانسبرغ حيث عاشت مع والديها، في حين بقي ألفريد في بوسطن لسنتين.